# Olof Landström
Olof Landström (ur. 9 kwietnia 1943 w Åbo) – szwedzki pisarz i ilustrator.
W Polsce książki z jego ilustracjami publikuje wydawnictwo Zakamarki: 
- 1990 - Lillebror och Nalle (wyd. polskie 2014, Kajtek i Miś, tekst: Barbro Lindgren)
- 1998 – Nämen Benny (wyd. polskie 2014, Ależ, Bolusiu!, tekst: Barbro Lindgren)
- 2001 – Jamen Benny (wyd. polskie 2014, Ładnie, Bolusiu!, tekst: Barbro Lindgren)
- 2007 – Nöff nöff Benny (wyd. polskie 2015, Chrum, chrum, Bolusiu!, tekst: Jujja Wieslander)